# Équipe d'Irlande de pitch and putt
 (octobre 2017).
L'équipe d'Irlande de Pitch and Putt est la sélection des meilleurs joueurs irlandais de Pitch and Putt (Golf de dimension réduite). Elle est placée sous l'égide de l'Union Irlandaise de Pitch et Putt (En anglais: Pitch and Putt Union of Ireland (PPUI)),,.
La sélection est membre de la Fédération internationale des associations Pitch and Putt (FIPPA) est de l'Association européenne de Pitch and Putt (EPPA), elle est également membre de l'Association internationale des associations Pitch et Putt (IPPA). 
L'Irlande est l'équipe ayant remporté le plus de titre lors de compétition internationale.

## Palmarès
Résultats de l'équipe d'Irlande :
| Coupe du monde de pitch and putt - 2004 : Non présente - 2006 : 3e - 2008 : 1er - 2012 : 1er - 2016 : 1er - 2020 : | Championnat d'Europe de pitch and putt - 1999 : 1er - 2001 : 1er - 2003 : 1er - 2005 : 1er - 2007 : 1er - 2010 : 2e - 2014 : Non présente - 2018 : 1er |

Résultats de représentants de l'équipe d'Irlande en compétition individuelle :
| Championnat du monde de Pitch and Putt individuel - 2009 : - Ray Murphy 2e - John Walsh 3e - 2013 : - John Walsh 1er - 2017 : - Liam O'Donovan 1er - John Walsh 3e - John Ross Crangle | Championnat Européen de Pitch and Putt individuel - 2011 : - Ian Farrelly 1er - John Crangle 2e - John Walsh 3e - 2015 : - Liam O'Donovan 1er - 2019 : |